# Nigerian Security Printing and Minting Company Limited
Nigerian Security Printing and Minting Company Limited Plc es la imprenta de billetes y casa de la moneda de Nigeria. Tiene sedes en Abuya y Lagos y es propiedad mayoritaria del gobierno de Nigeria. Además de encargarse de la imprimir los billetes y estampillas de Nigeria, ha acuñado monedas de este país. También imprime sellos.
La empresa fue fundada en 1963 como una asociaión entre el Gobierno de Nigeria y Thomas De La Rue para imprimir los billetes, estampillas, giros postales, sellos  licencias, estando su primera fábrica en la carretera Ahmadu Bello, en la plaza isla Victoria, siendo esta fábrica construida por Lindsay Parkinson. Entre 1975 y 1980, durante el boom petrolero de Nigeria, la empresa se expandió, lo que dio lugar a la creación de departamentos especializados en distintas labores.
El Banco Central de Nigeria (CBN) es el único emisor de dinero de curso legal en toda la federación, controlando el volumen de la oferta monetaria en la economía para garantizar la estabilidad monetaria y de precios. El Departamento de Operaciones de Divisas y Sucursales del CBN está a cargo de la gestión de divisas, a través de la adquisición, distribución/suministro, procesamiento, reemisión y eliminación de billetes y monedas, dejando gran parte de este trabajo en la Nigerian Security Printing and Minting Company Limited Plc. 
La Casa de la Moneda fue privatizada en un controvertido proceso impulsado por el presidente Olusegun Obasanjo en febrero de 2002, por lo cual el director gerente Sambo Dasuki renunció en protesta.
En 2006, el gobernador del Banco Central de Nigeria, Charles Chukwuma Soludo, lamentó que "Nigeria fuera el único país del mundo que poseía una casa de la moneda pero aún importaba sus monedas", a la vez que anunció que la privatización iba por buen camino.
En 2010 el presidente ejecutivo, Emmanuel Ehidiamhen Okoyomon, fue descrito como "disfrutando del rumbo que ha tomado la Casa de la Moneda".
Para febrero de 2015, los billetes de Naira eran impresos principalmente por la Nigerian Security Printing and Minting Plc (NSPM) Plc, si bien otras empresas extranjeras también lo hacían, mientras que el derecho de emisión era exclusivo del Banco Central de Nigeria (CBN)".